# Merelaantje
Het Merelaantje is een windmolen in de Vlaams-Brabantse plaats Londerzeel, gelegen aan de Holle Eikstraat 34.
Deze molen, van het type standerdmolen op torenkot, fungeert als korenmolen.

## Geschiedenis
Deze molen werd in 1930 gebouwd door molenkundige Alfred Ronse te Gistel. De molen was ingericht als korenmolen en kon ook elektriciteit opwekken. De molen stond model voor een grotere molen, De Meerlaan genaamd, die zich eveneens in Gistel bevindt en bedoeld was als demonstratiemodel voor elektriciteitsopwekking.
Het Merelaantje werd in 1938 overgebracht naar Slijpe. In 1973 werd het opnieuw overgebracht, nu naar Londerzeel. In 2016 werd het beschermd als monument.
- Inventaris van het Bouwkundig Erfgoed (Vlaanderen): 216462